# Cantó de Burzet

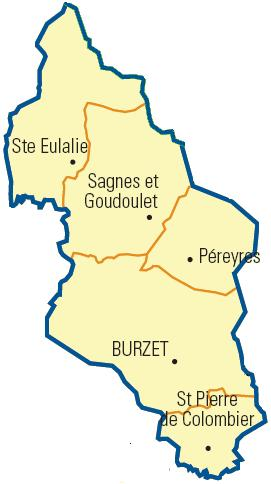
Comunes del cantó

El cantó de Burzet és un cantó francès del departament de l'Ardecha, situat al districte de L'Argentièira. Té 5 municipis i el cap és Burzet.

## Municipis
- Burzet
- Péreyres
- Sagnes-et-Goudoulet
- Sainte-Eulalie
- Saint-Pierre-de-Colombier

## Història
| Data d'elecció                           | Identitat         | Partit                     | Qualitat |
| ---------------------------------------- | ----------------- | -------------------------- | -------- |
| 1945-1982                                | Victor Plantevin  | CNI                        |          |
| 1982-1995                                | Robert Réot       | Divers gauche, després RPR |          |
| 1995-2008                                | Gabriel Comte     | Divers droite              |          |
| 2008-                                    | Jacques Alexandre | Divers droite              |          |
| les dades anteriors no són pas conegudes |                   |                            |          |
|                                          |                   |                            |          |

| 1962  | 1968  | 1975  | 1982  | 1990  | 1999  | 2007  |
| ----- | ----- | ----- | ----- | ----- | ----- | ----- |
| 1.693 | 2.077 | 1.601 | 1.562 | 1.432 | 1.325 | 1.329 |